# كرملين قازان

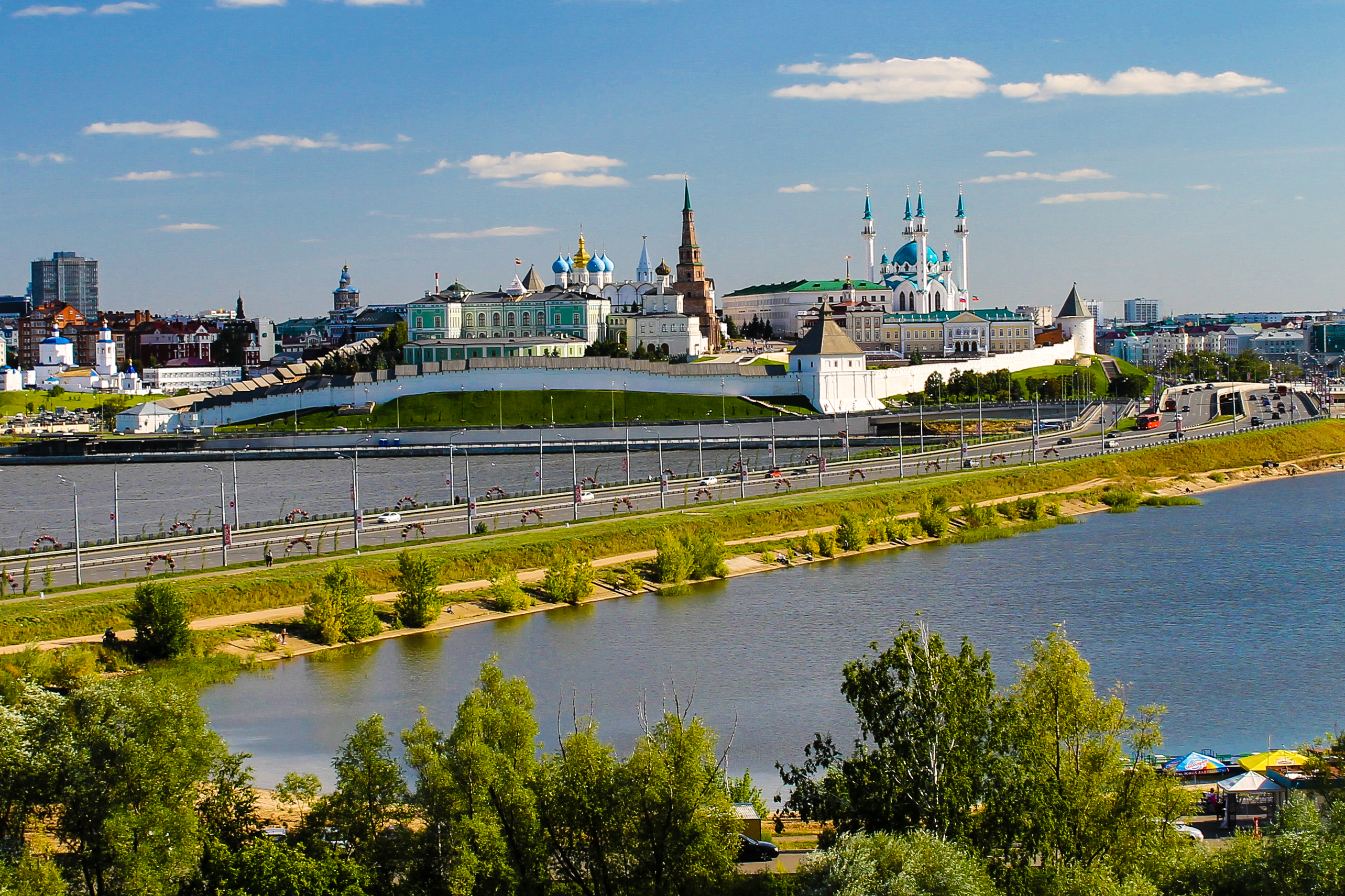

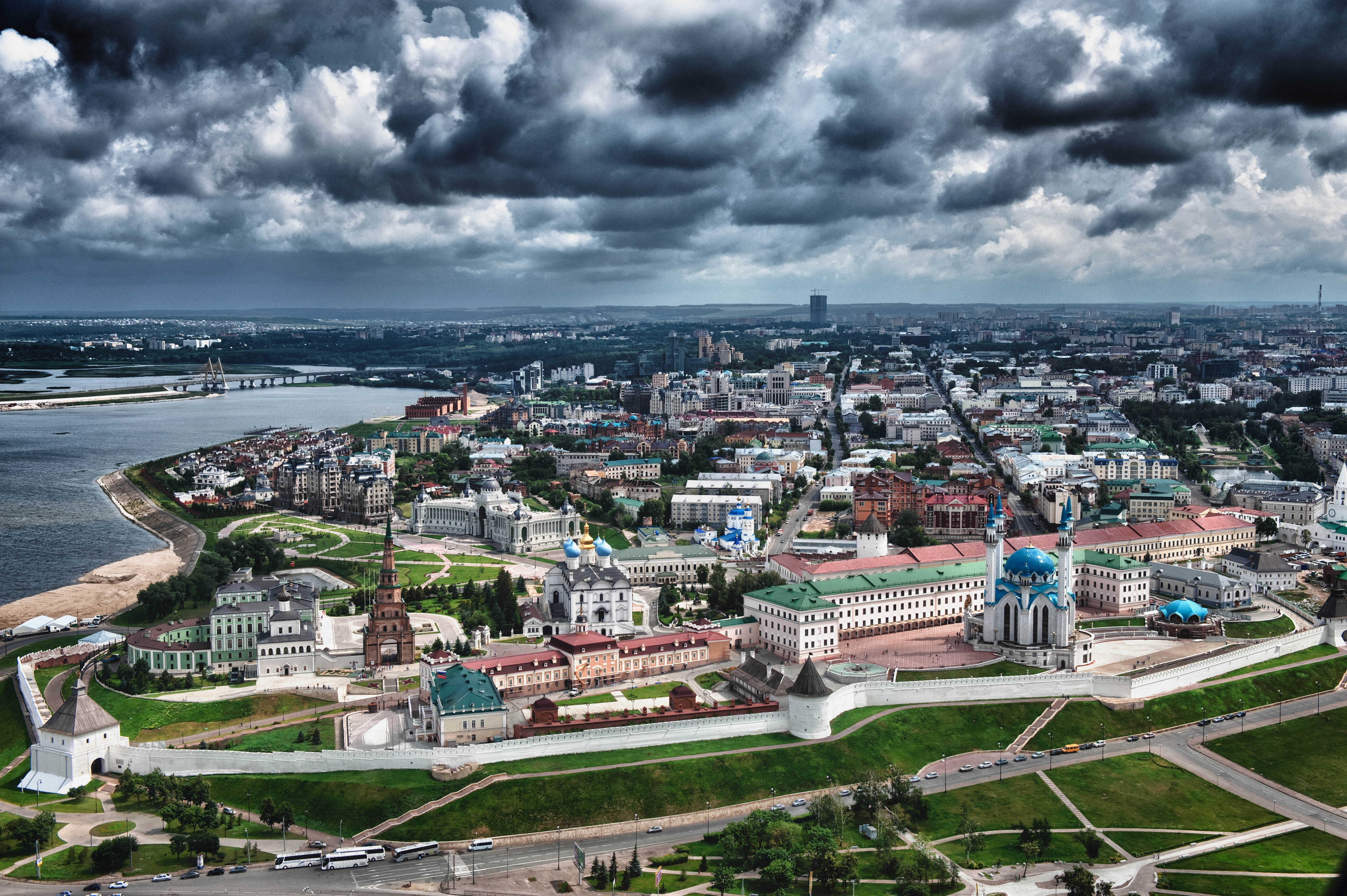

كرملين قازان (باللغة التترية: ألفبائية تترية سيريلية: Казан кирмәне، ألفبائية تترية لاتينية: Qazan kirmäne، أبجدية تترية عربية: كرمان قازان، باللغة الروسية: Казанский Кремль) يعد الحصن التاريخي الرئيسي في تتارستان، يقع كرملين قازان في العاصمة التترية قازان، بناه إيفان الرهيب على أنقاض قلعة خانات قازان، أعلن عام 2000 كموقع للتراث العالمي.

## معرض صور

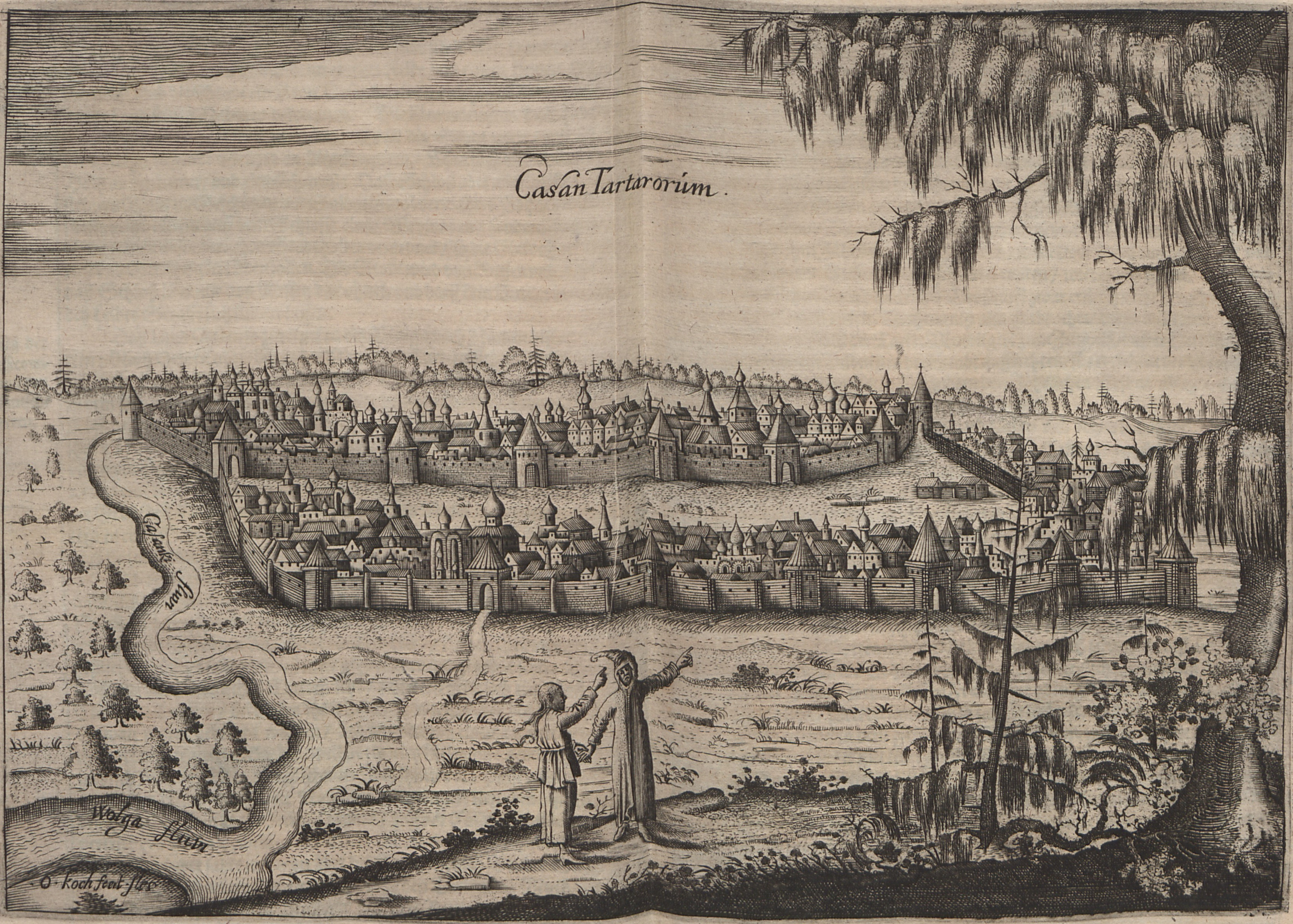
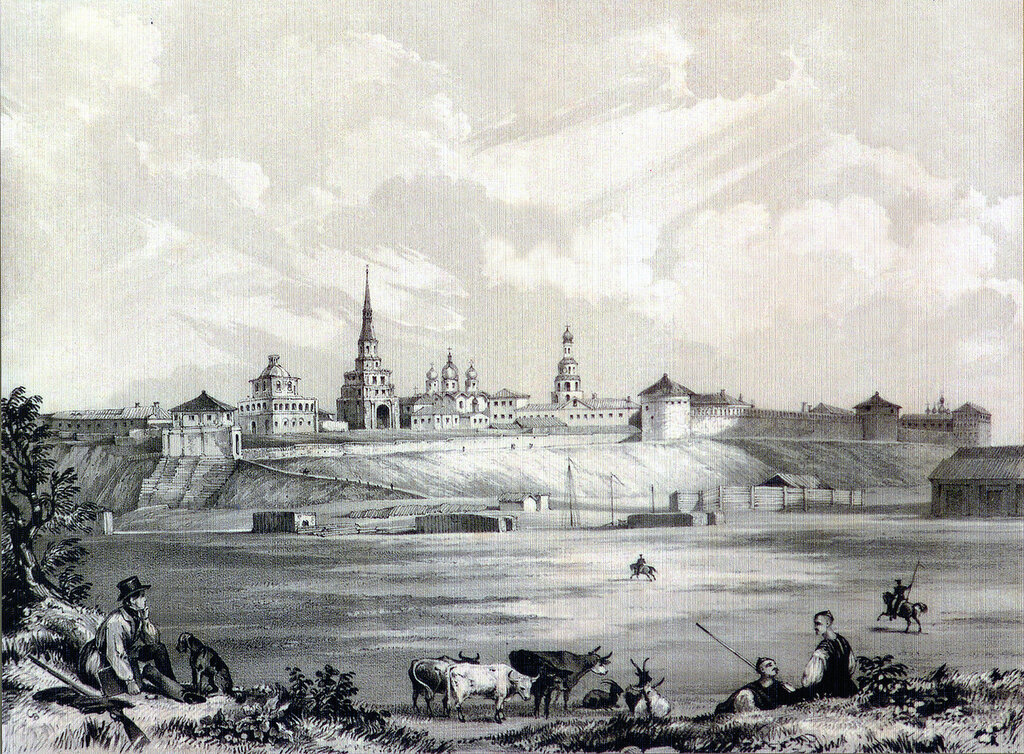
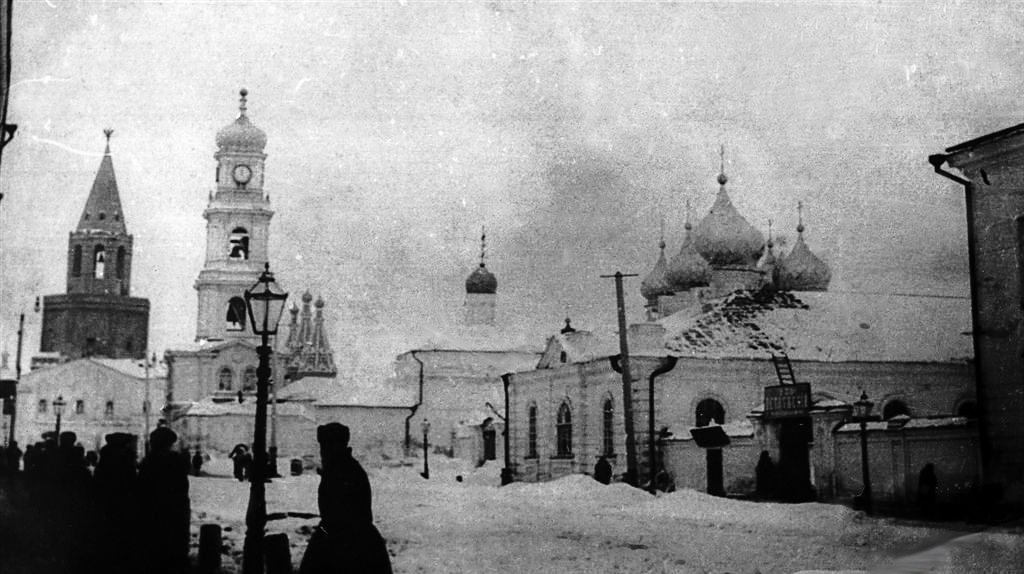
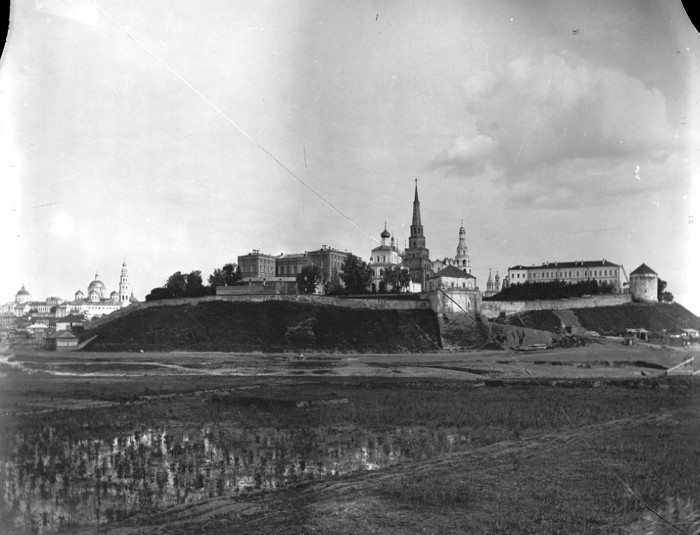

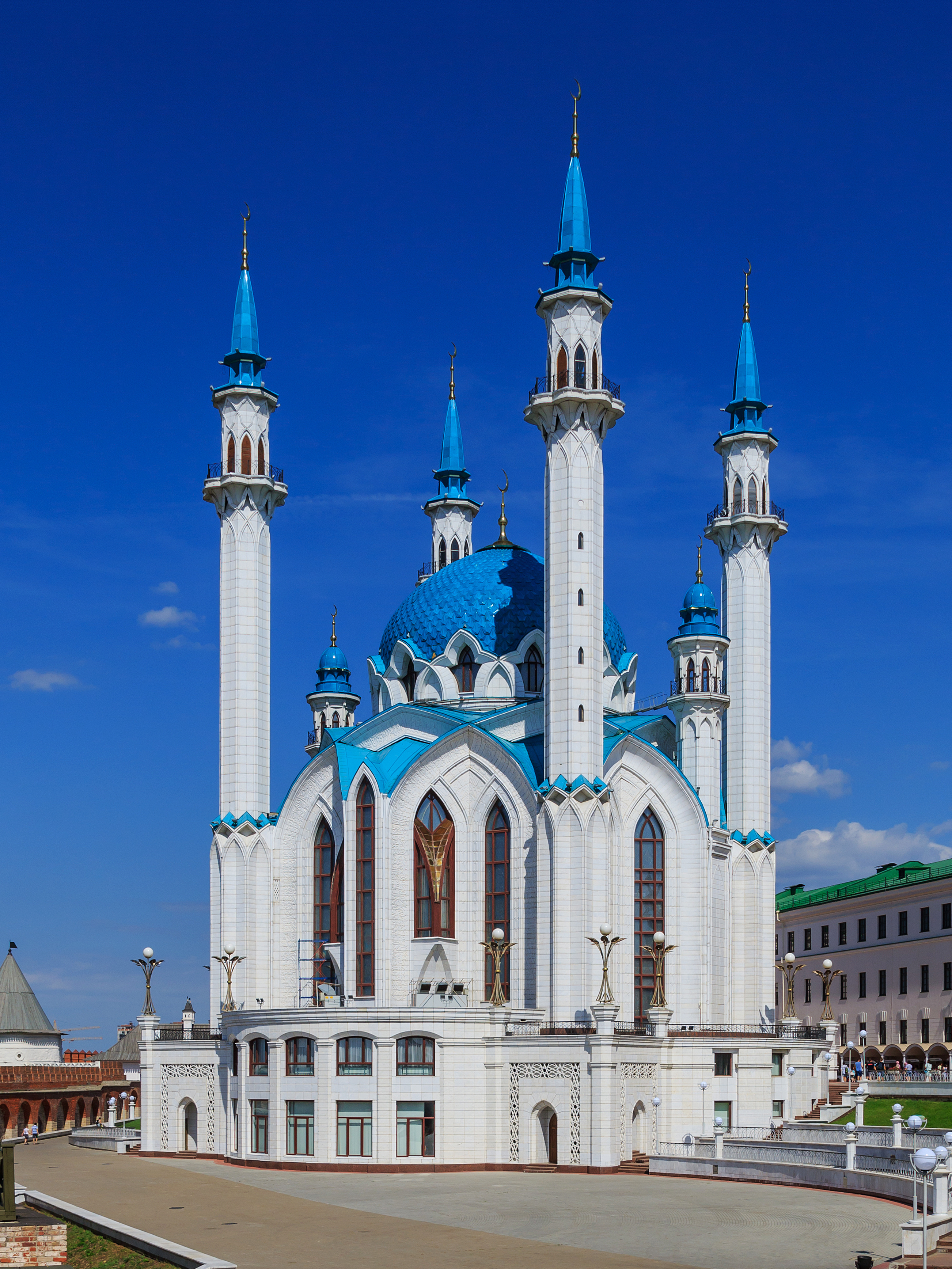
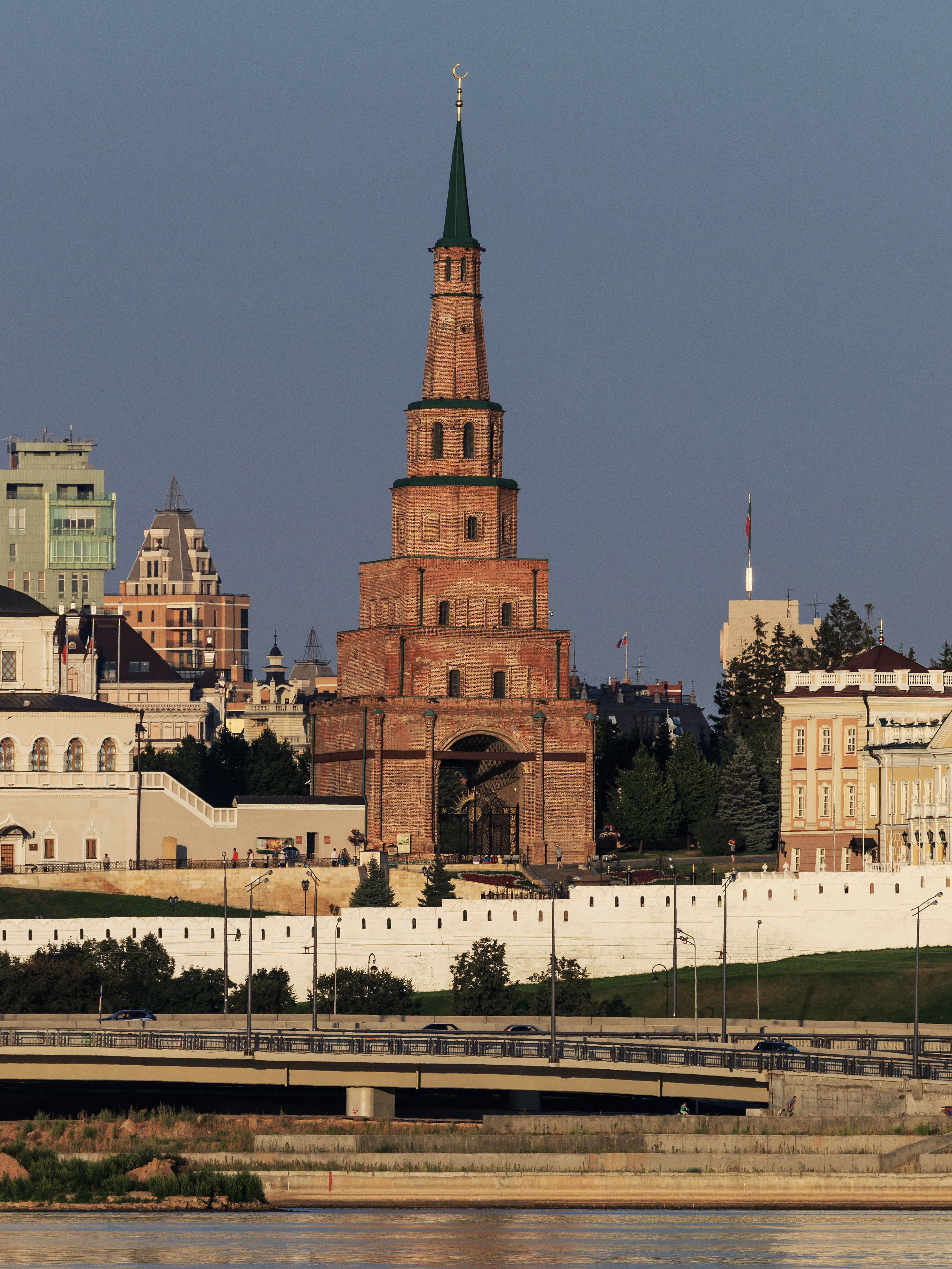
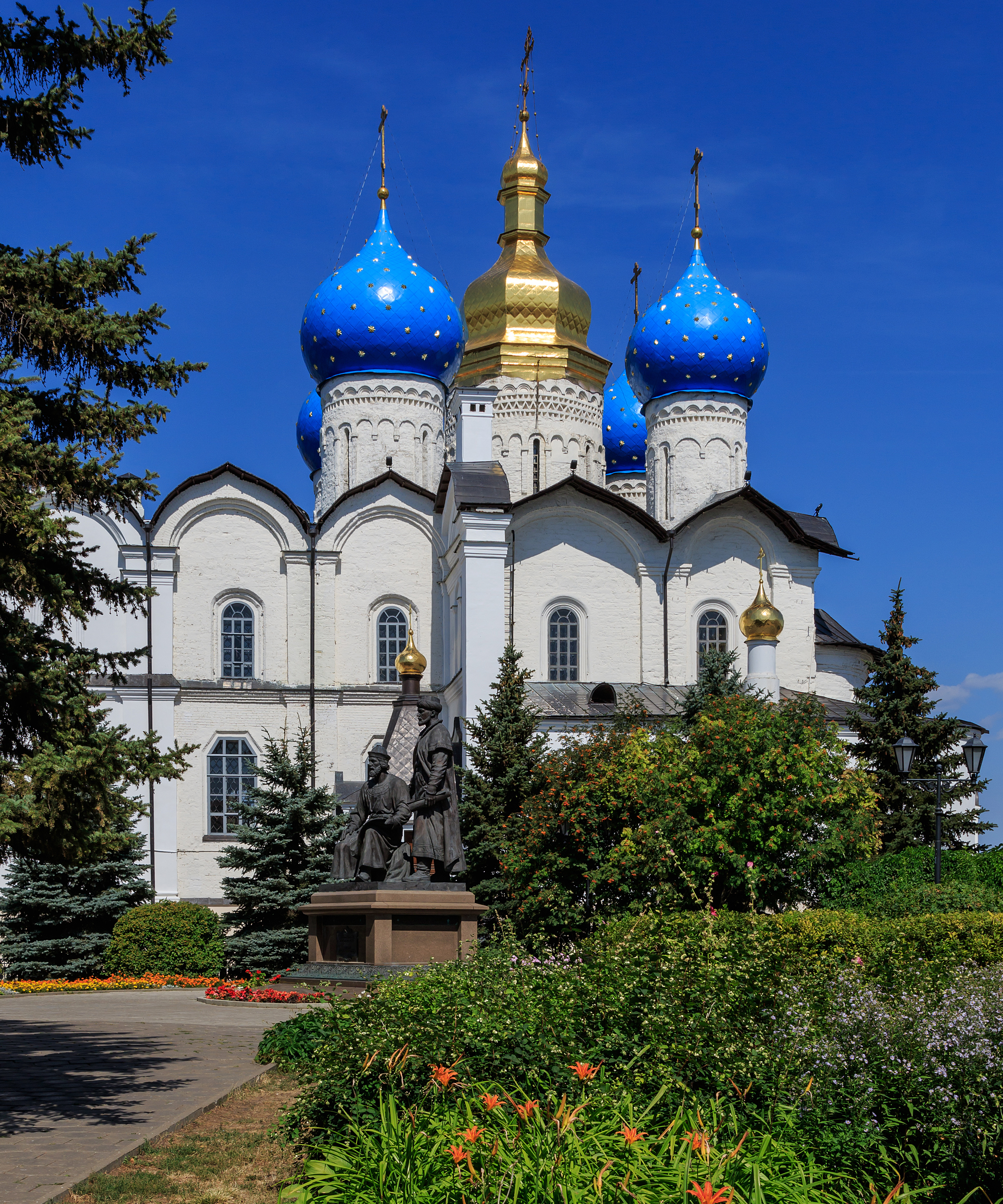
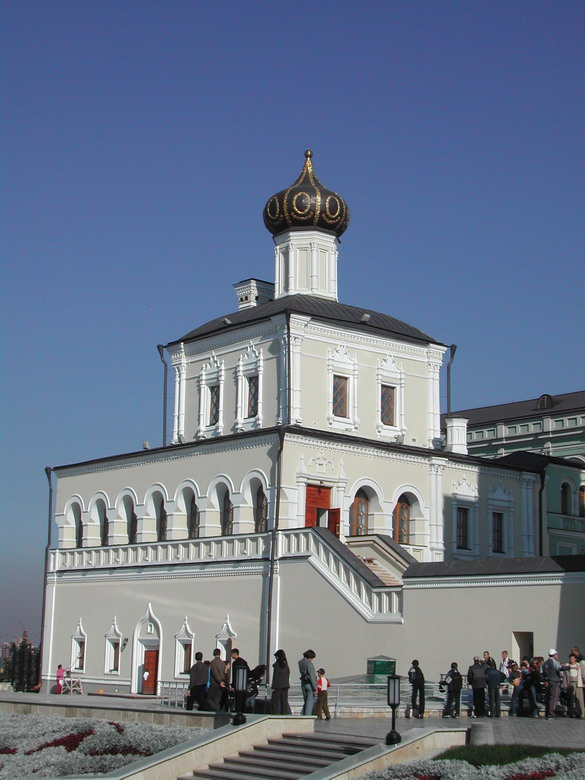

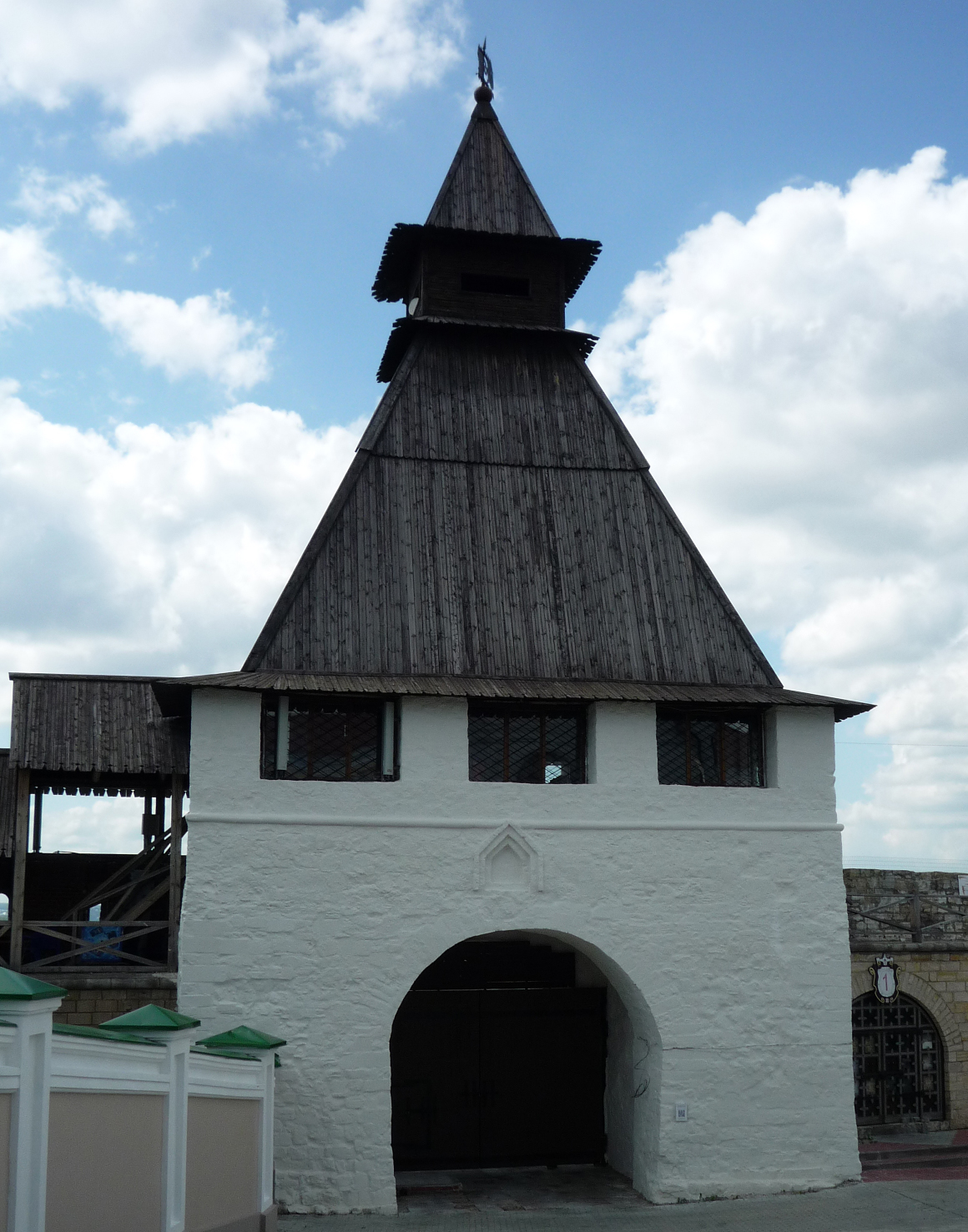
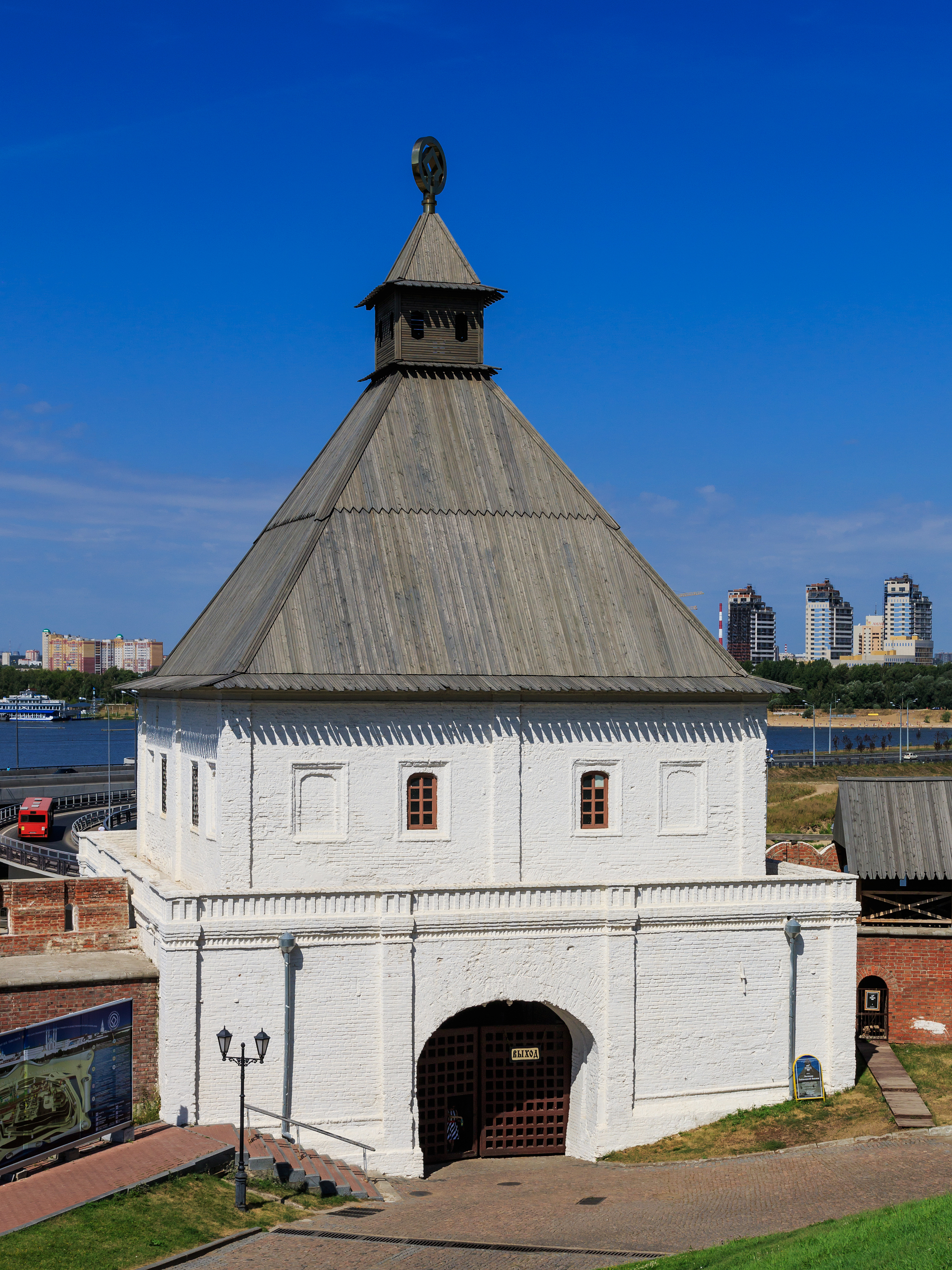
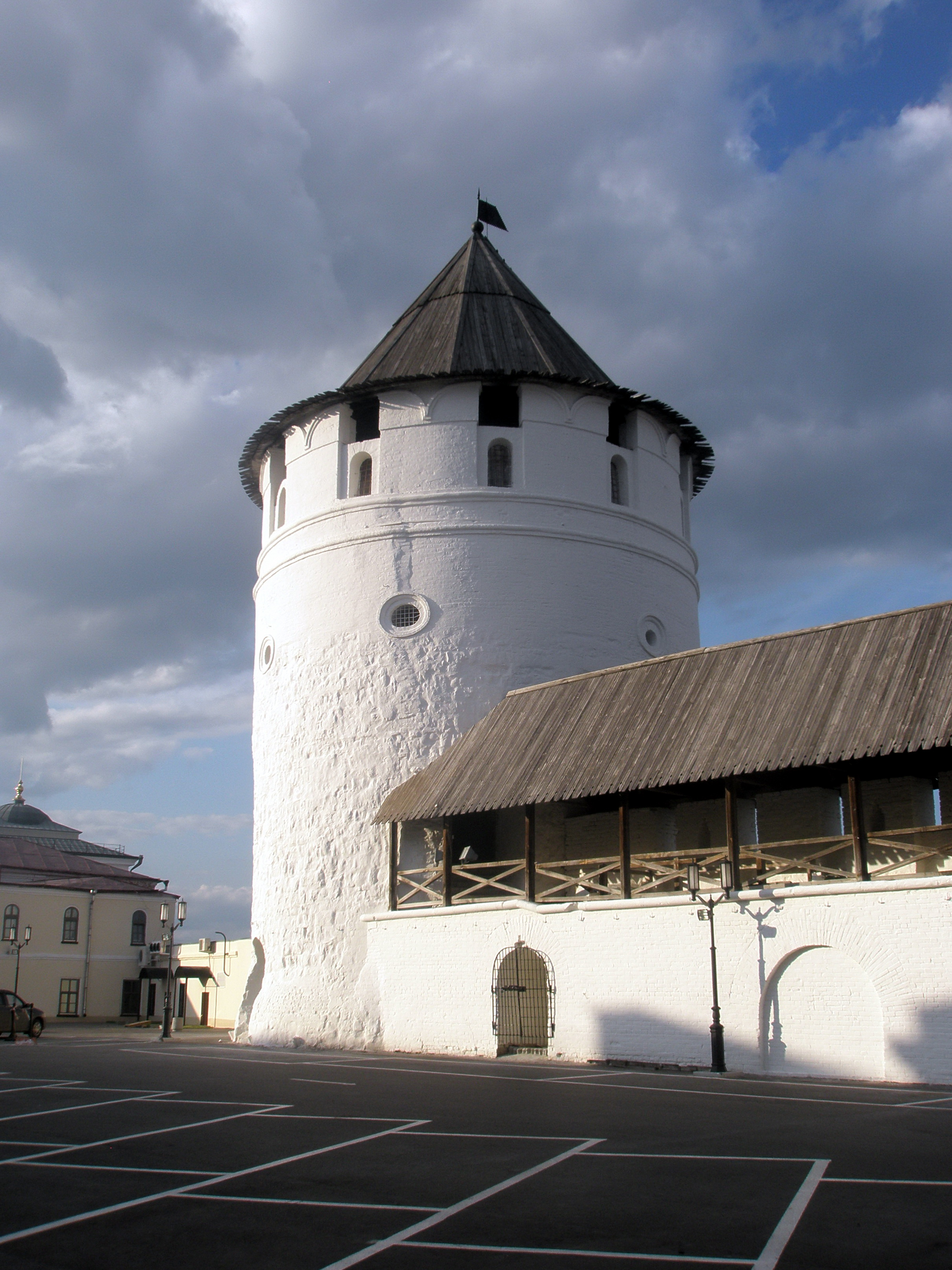
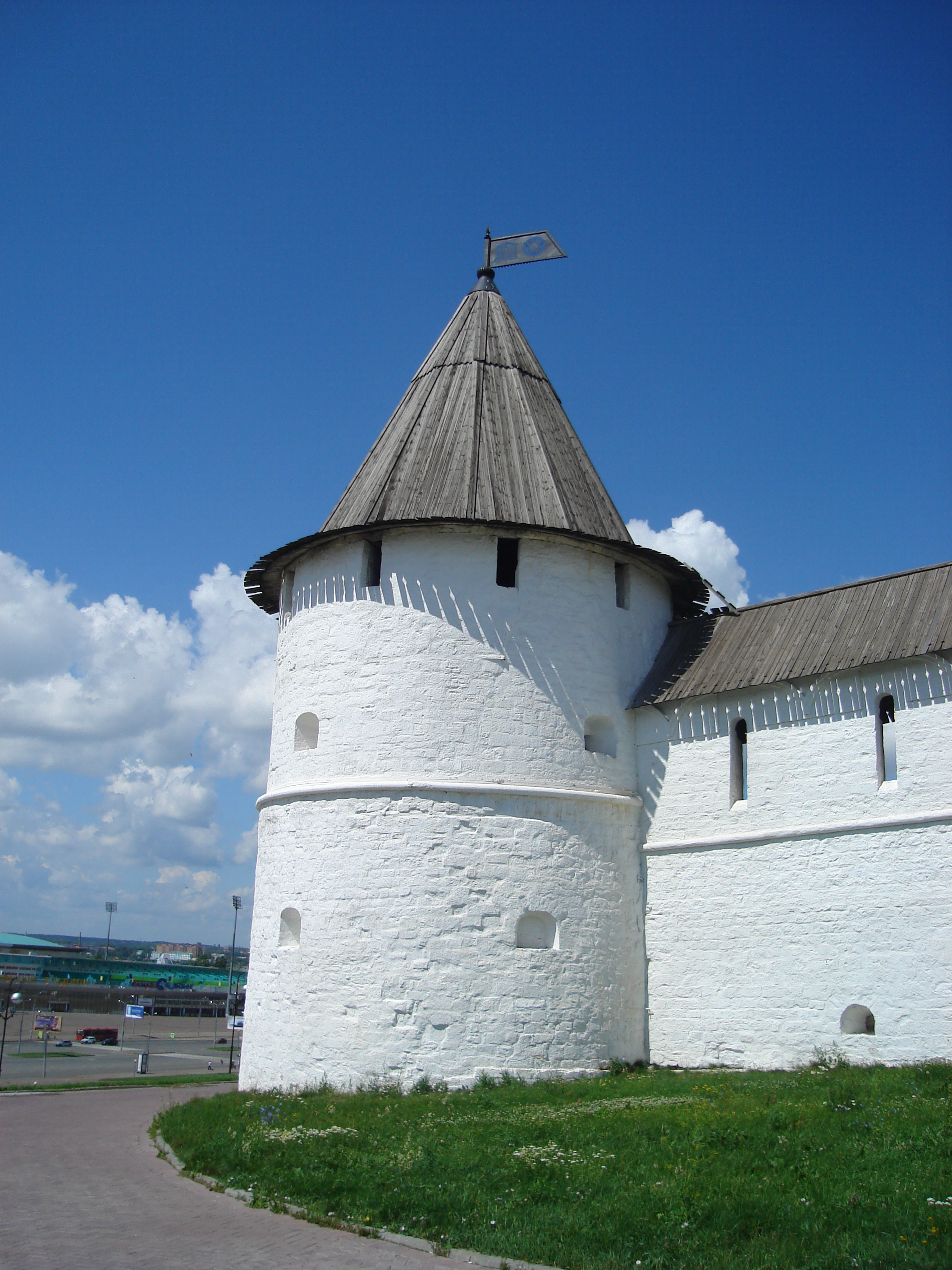
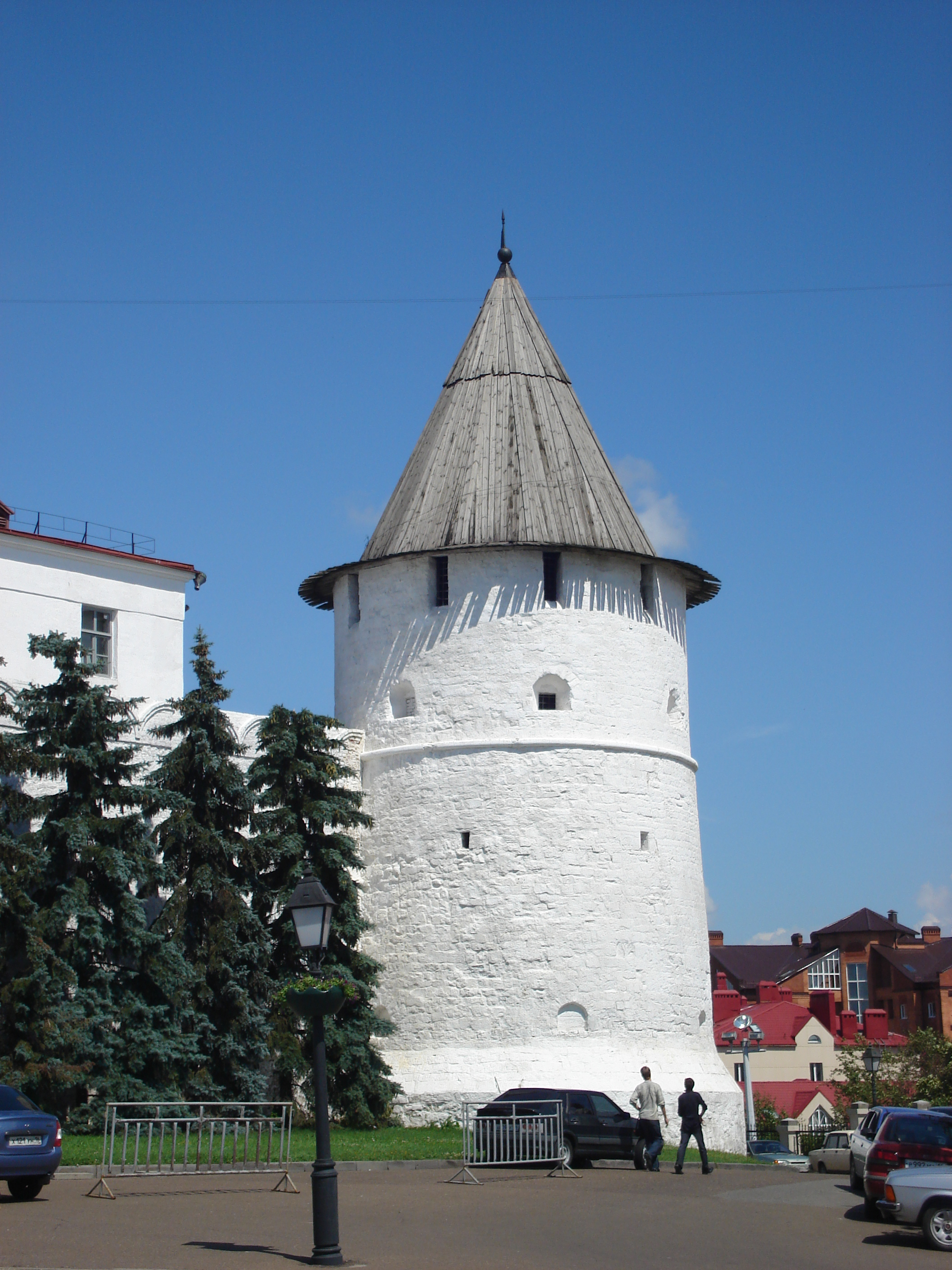

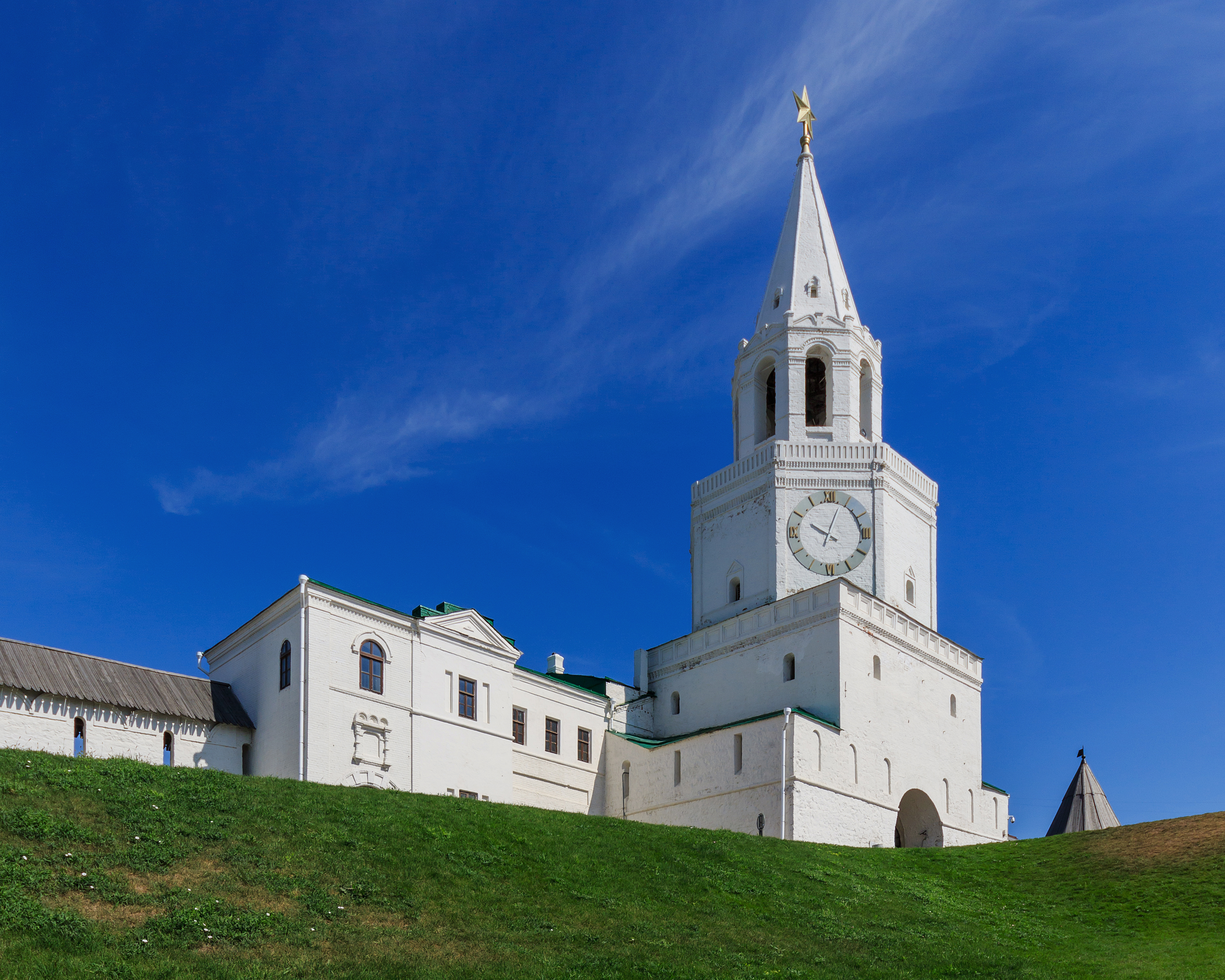
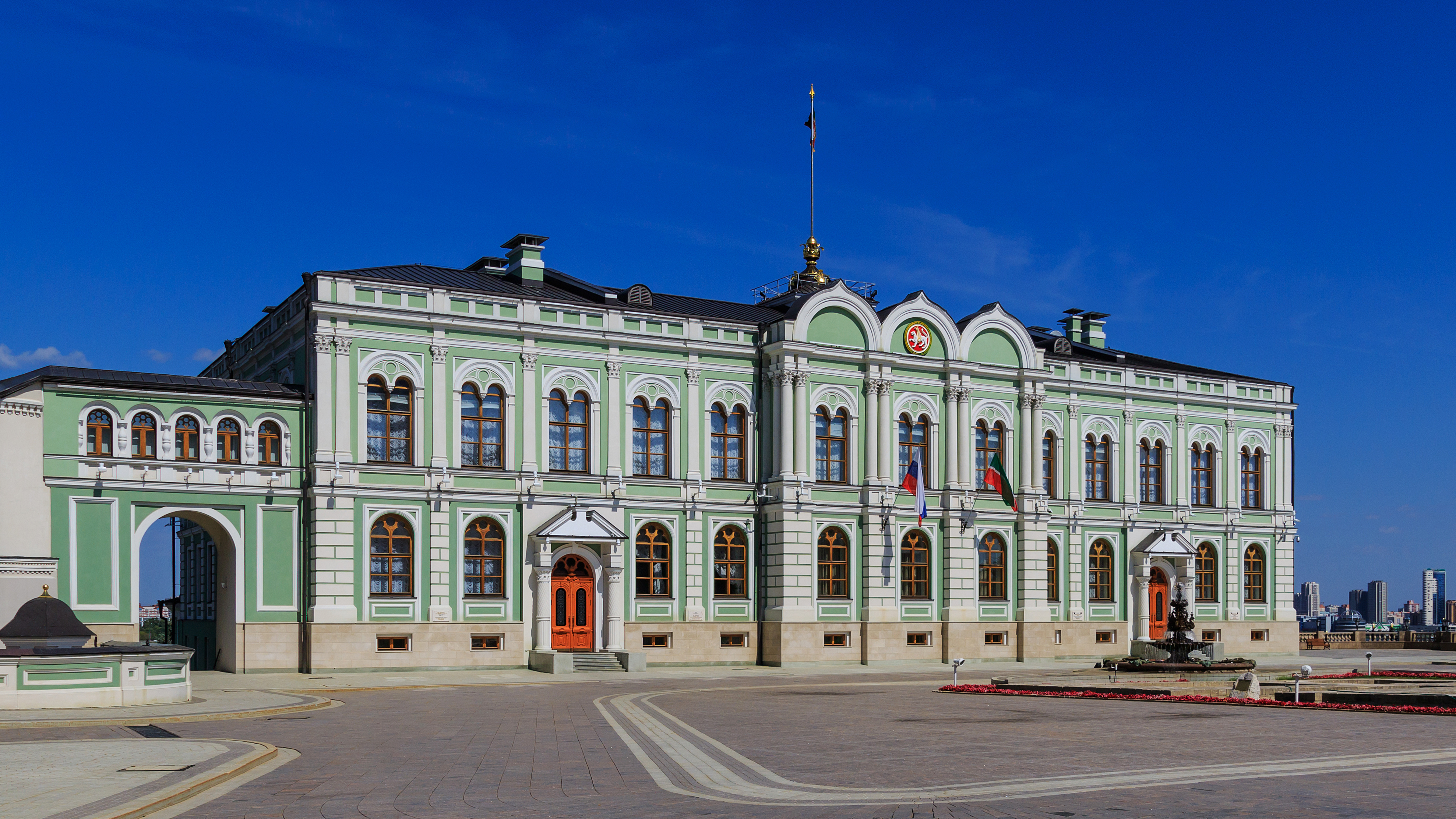
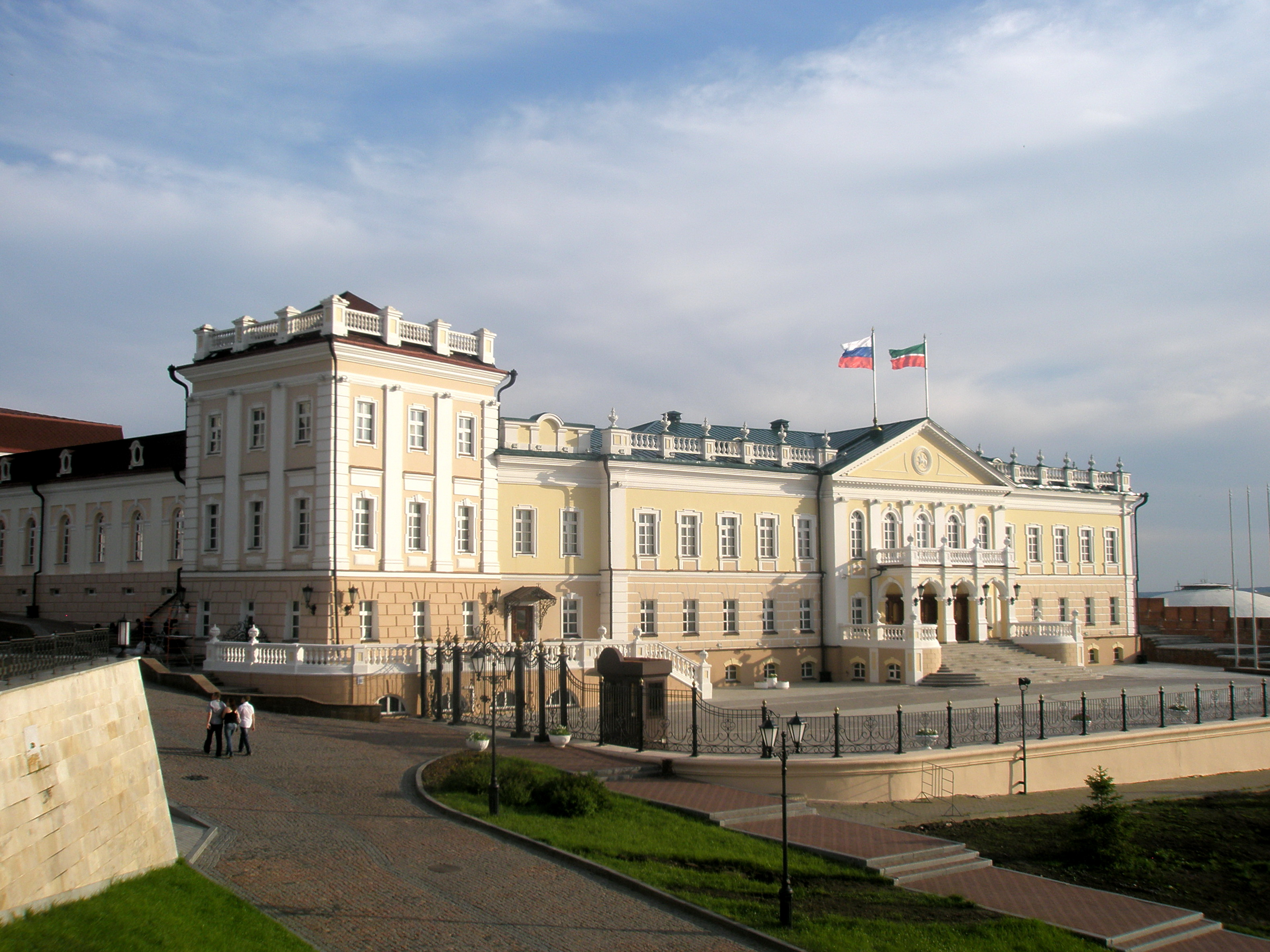
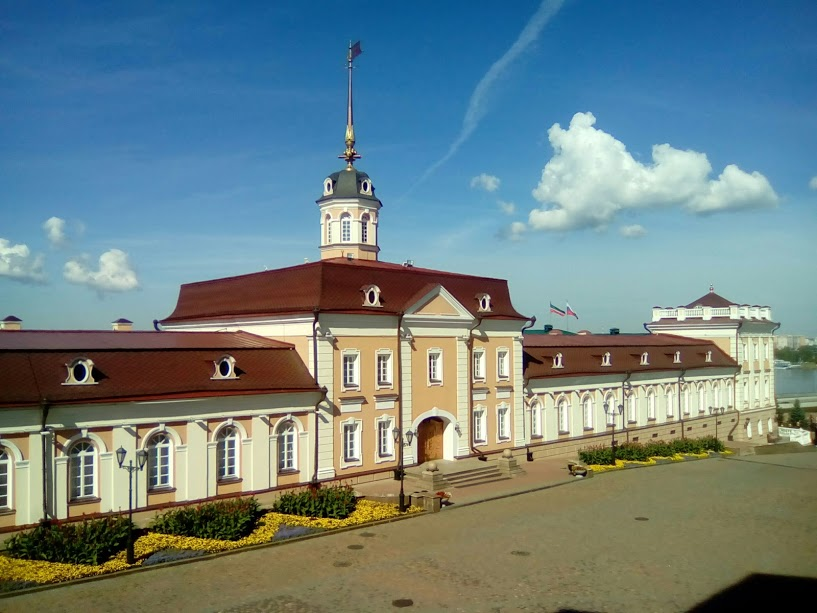
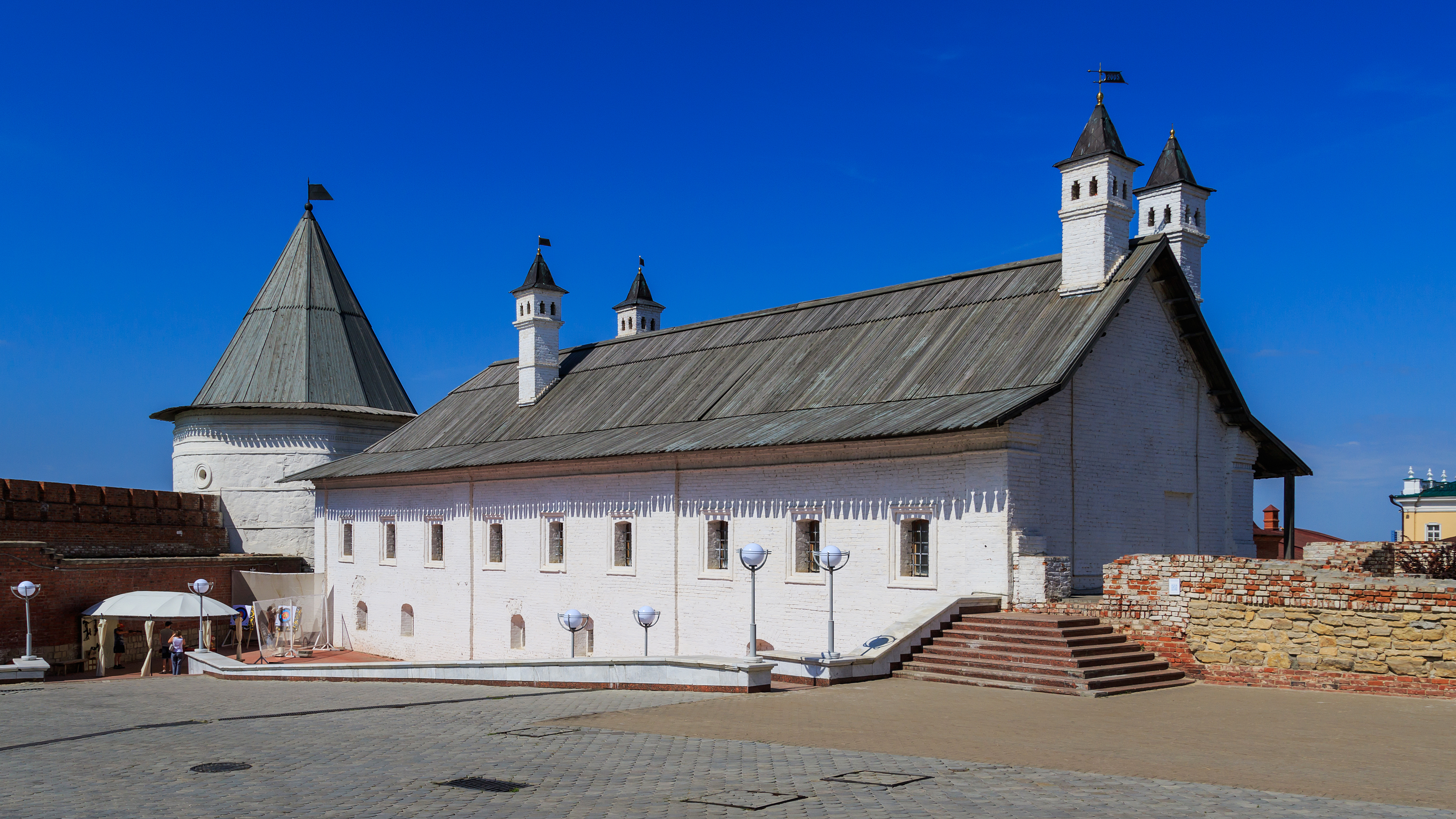
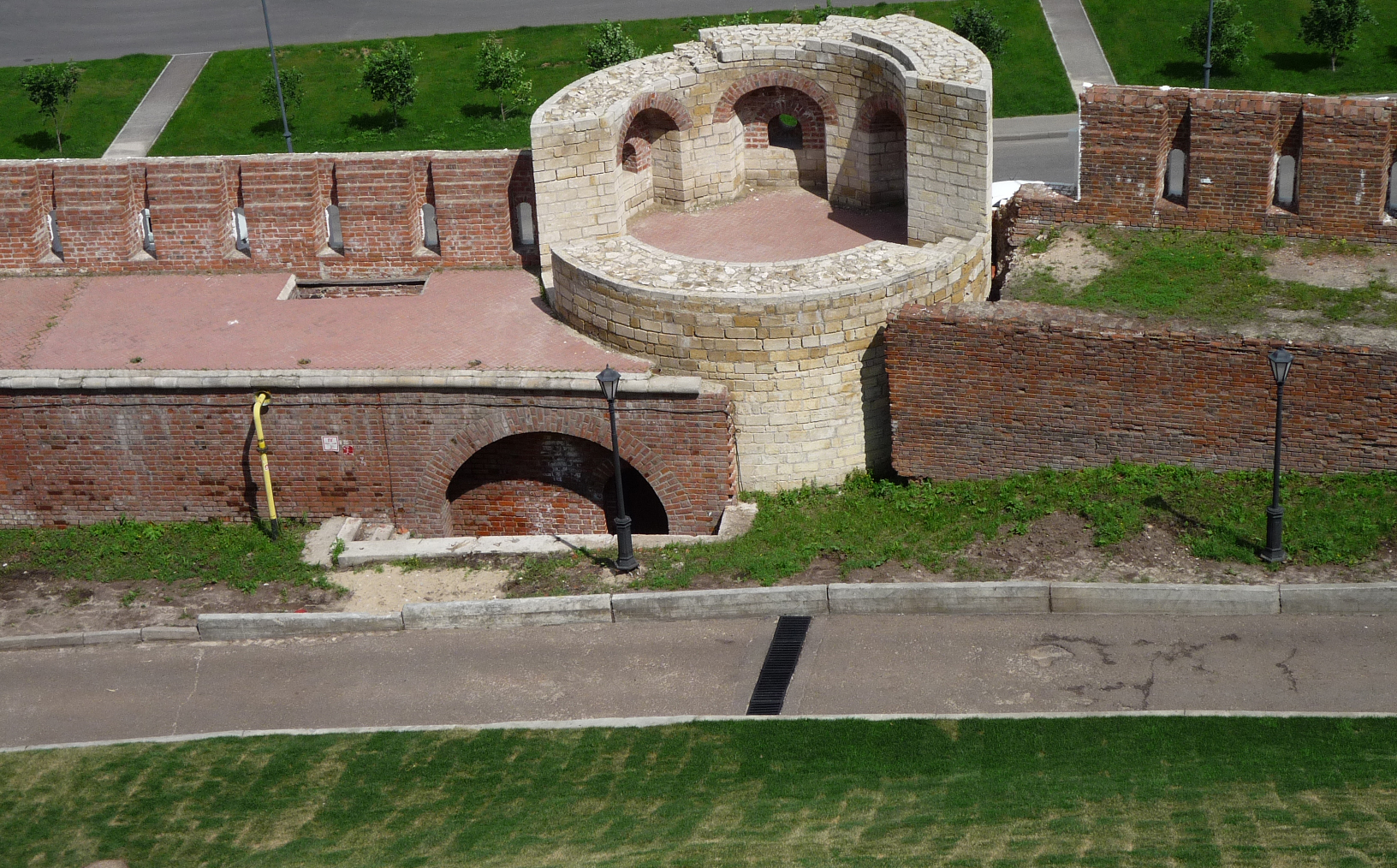
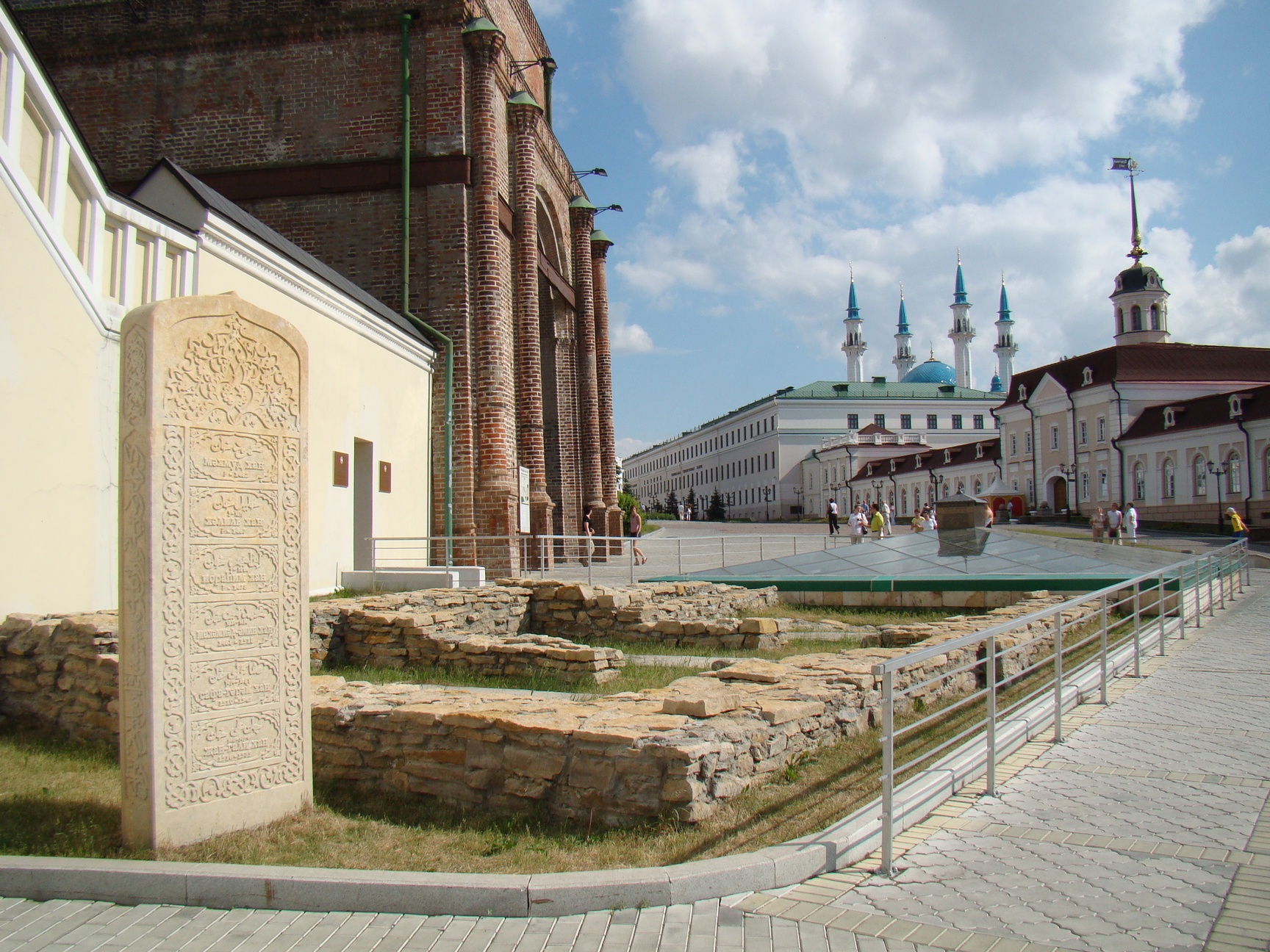